# Halchita
Halchita es un lugar designado por el censo ubicado en el condado de San Juan en el estado estadounidense de Utah. En el año 2000 tenía una población de 270 habitantes y una densidad poblacional de 17 personas por km².

## Geografía
Halchita se encuentra ubicado en las coordenadas 37°7′32″N 109°55′49″O / 37.12556, -109.93028. Según la Oficina del Censo, la localidad tiene un área total de 44,3 km² (17,1 mi²), de la cual toda es tierra.

## Demografía
Según la Oficina del Censo en 2000 los ingresos medios por hogar en la localidad eran de $9,875, y los ingresos medios por familia eran $9,875. Los hombres tenían unos ingresos medios de $63,750 y $0 para las mujeres. La renta per cápita para la localidad era de $6,124. Alrededor del 46.7% de la población estaban por debajo del umbral de pobreza.